# Полундра! (альбом)
«Полундра!» — пятый альбом группы «Ноль», записанный 1992 году. Первый альбом группы, в котором звучат песни с наличием обсценной лексики.

## История
Примечательно, что финансирование альбома было предоставлено финансовой пирамидой «МММ», в рядах которой на тот момент был барабанщик группы Алексей Николаев. На деньги компании также удалось снять клип «Иду, курю». Запись альбома получилась тяжелой и вымученной, при этом сказывалось состояние Чистякова на момент записи и уход из группы по личным обстоятельствам гитариста Георгия Старикова. Несмотря на всё было записано около тридцати песен, в окончательный вариант вошло лишь восемь. Впоследствии был издан полный авторский вариант альбома с 13 композициями.
После записи и выпуска альбома произошёл резонансный несчастный случай — лидер группы Федор Чистяков попал в следственный изолятор «Кресты» по делу о нападении на свою сожительницу Ирину Линник. Суд признал Чистякова невменяемым, после чего тот пробыл год в психиатрической больнице им. Скворцова-Степанова.
В течение 1992-93 годов альбом распространялся ограниченным тиражом на кассетах по инициативе ударника группы Алексея Николаева. В этом издании были слегка изменены порядок песен и их наименования.

## Материал альбома
Альбом получился самым громким и тяжёлым со времен «Музыки драчёвых напильников»
Основными номерами альбома стали «Мажорище», «Блуждающий биоробот», «Школа жизни», «Я проиграл», «Говнорок». Именно благодаря последней песне в лексиконе критиков и меломанов появился одноименный термин.

## Критика
Андрей Бурлака сравнивает альбом с пост-пинкфлойдовскими записями Сида Баррета: «С одной стороны, он интригующе-остр, с другой — пугающе-безумен».
Кирилл Преображенский из журнала «Огонёк» отозвался об альбоме следующим образом: «Альбом получился злым, хотя, с музыкальной точки зрения, вполне добротным: рок-н-ролльные страдания под баян, балалайку и электрогитары… Признаки нарастающего душевного кризиса … налицо… Мощно-жутковатый рок-реквием „Русская экологическая“ с рефреном „…нечем дышать, Я хочу отсюда бежать“, похоже, и запечатлен на обложке».

## Список композиций
| №                   | Название                   | Длительность |
| ------------------- | -------------------------- | ------------ |
| 1.                  | «На 90 градусов ниже нуля» | 3:32         |
| 2.                  | «Мажорище»                 | 8:32         |
| 3.                  | «Я проиграл»               | 4:31         |
| 4.                  | «Говнорок»                 | 5:35         |
| 5.                  | «Гони тараканов»           | 2:35         |
| 6.                  | «Блуждающий биоробот»      | 8:54         |
| 7.                  | «Русская экологическая»    | 5:34         |
| 8.                  | «Прости, что не верил»     | 4:31         |
| Общая длительность: | Общая длительность:        | 43:44        |

| №   | Название                   | Длительность |
| --- | -------------------------- | ------------ |
| 1.  | «На 90 градусов ниже нуля» | 3:38         |
| 2.  | «Журавель»                 | 3:29         |
| 3.  | «Я — самолёт»              | 4:46         |
| 4.  | «Русская экологическая»    | 5:37         |
| 5.  | «Я проиграл»               | 4:35         |
| 6.  | «Наш день»                 | 2:18         |
| 7.  | «Гони тараканов»           | 2:42         |
| 8.  | «Школа жизни»              | 3:31         |
| 9.  | «Мажорище»                 | 8:37         |
| 10. | «Звуки природы (Мухи)»     | 3:53         |
| 11. | «Говнорок»                 | 5:40         |
| 12. | «Блуждающий биоробот»      | 9:00         |
| 13. | «Прости, что не верил»     | 4:32         |

## Участники записи
| - Фёдор Чистяков — баян, вокал, гитара, фузз, клавишные - Дмитрий Гусаков — бас-гитара, бэк-вокал - Алексей Николаев — барабаны, балалайка, бэк-вокал, гитара | Приглашённые музыканты - Владимир Зыков — труба - Александр Никишин — гитара |